# Cá bò râu
Cá bò râu (danh pháp khoa học: Anacanthus barbatus là một loài cá sinh sống ở biển Ấn Độ Dương-Thái Bình Dương. Loài cá này sinh sống ở các rạn san hô ở độ sâu từ 3 đến 8 mét (9,8 đến 26,2 ft). Chiều dài thân là 35 xentimét (14 in) TL. Đây là loài duy nhất trong chi. Loài cá này ít quan trọng đối với ngành đánh bắt cá thương mại.

## Mô tả
Vây lưng: 48-51 cái, vây ngực:8, vây hậu môn: 62-65, có 29 đốt sống.

## Phân bố
Việt Nam, Ấn Độ, Sri Lanka, Philippin, Indonesia, Malaysia, Trung Quốc và Australia